# Клей (округ, Північна Кароліна)
Шаблон:StateAbbr_ 35°04′ пн. ш. 83°46′ зх. д. / 35.06° пн. ш. 83.76° зх. д.
Округ Клей (англ. Clay County) — округ (графство) у штаті Північна Кароліна, США. Ідентифікатор округу 37043.

## Історія
Округ утворений 1861 року.

## Демографія
За даними перепису
2000 року
загальне населення округу становило 8775 осіб, усе сільське.
Серед мешканців округу чоловіків було 4272, а жінок — 4503. В окрузі було 3847 домогосподарств, 2727 родин, які мешкали в 5425 будинках.
Середній розмір родини становив 2,68.
Віковий розподіл населення поданий у таблиці:
| Стать    | До 15 років | 15-21 | 22-29 | 30-39 | 40-49 | 50-65 | 65-85 | Понад 85 |
| -------- | ----------- | ----- | ----- | ----- | ----- | ----- | ----- | -------- |
| Чоловіки | 695         | 340   | 328   | 447   | 637   | 941   | 780   | 104      |
| Жінки    | 605         | 323   | 292   | 473   | 714   | 992   | 952   | 152      |

## Виноски
1. ↑  U.S. Decennial Census. United States Census Bureau. Архів оригіналу за 26 квітня 2015. Процитовано 13 січня 2015.
2. ↑  Historical Census Browser. University of Virginia Library. Архів оригіналу за 11 Серпня 2012. Процитовано 13 січня 2015.
3. ↑  Forstall, Richard L., ред. (27 березня 1995). Population of Counties by Decennial Census: 1900 to 1990. United States Census Bureau. Архів оригіналу за 3 Березня 2015. Процитовано 13 січня 2015.
4. ↑  Census 2000 PHC-T-4. Ranking Tables for Counties: 1990 and 2000 (PDF). United States Census Bureau. 2 квітня 2001. Архів оригіналу (PDF) за 18 Грудня 2014. Процитовано 13 січня 2015.
5. ↑  State & County QuickFacts. United States Census Bureau. Архів оригіналу за 8 липня 2011. Процитовано 18 жовтня 2013.(англ.) Наведено за англійською вікіпедією.
6. ↑  American FactFinder. Бюро перепису населення США. Архів оригіналу за 29 липня 2011. Процитовано 31 січня 2008.

| США | Це незавершена стаття з географії США. Ви можете допомогти проєкту, виправивши або дописавши її. |